# Lights of London (film 1923)

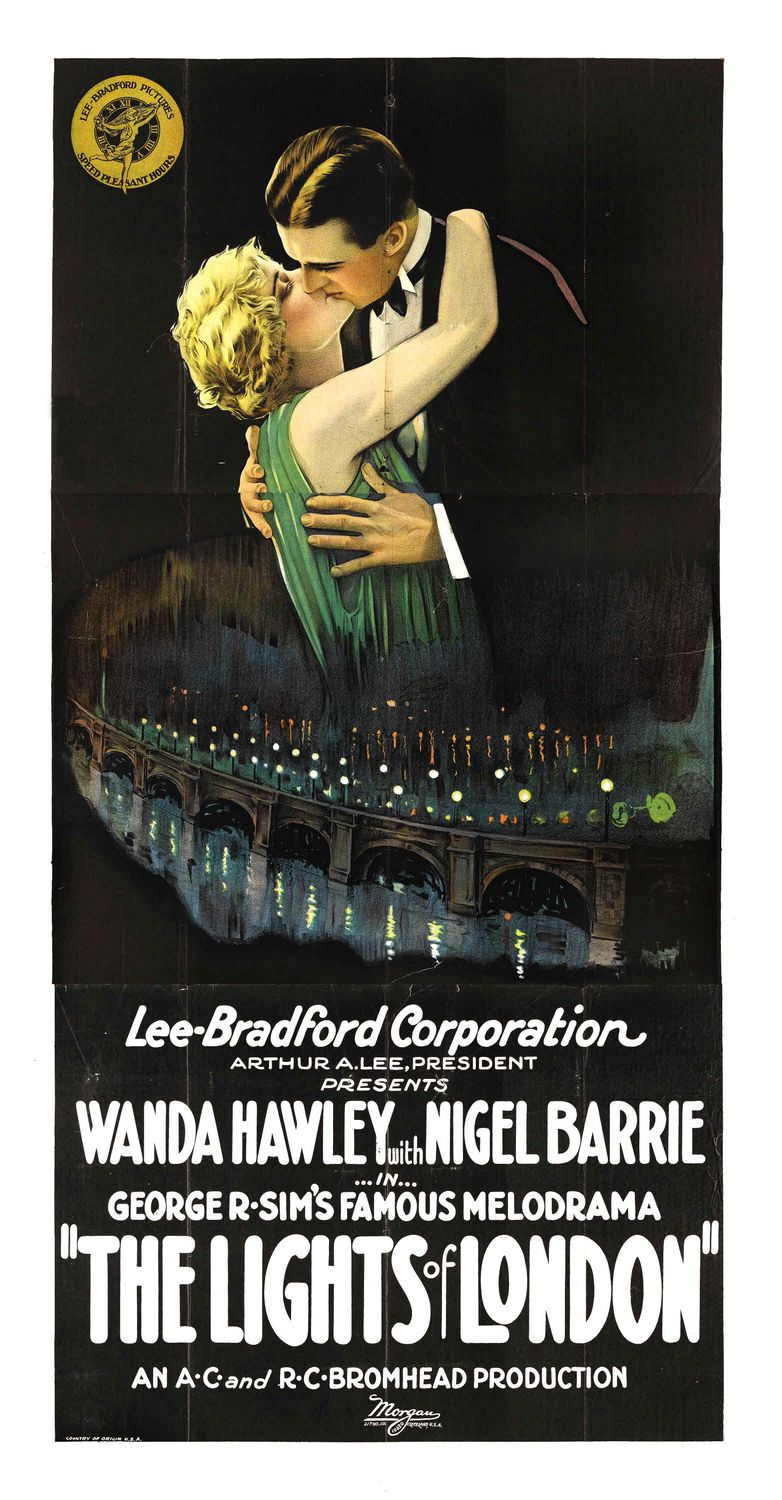

Lights of London è un film muto del 1923 diretto da C.C. Calvert (Charles Calvert).

## Produzione
Il film fu prodotto dalla British Screencraft e dalla A.C. Bromhead Productions.

## Distribuzione
Distribuito dalla Gaumont British Distributors, il film - presentato da Arthur A. Lee - uscì nelle sale cinematografiche britanniche nel settembre 1923. La Lee-Bradford Corporation lo distribuì sul mercato USA nello stesso anno con il titolo The Lights of London. In Germania, il film prese il titolo Lichter von London.